# Візит ad limina

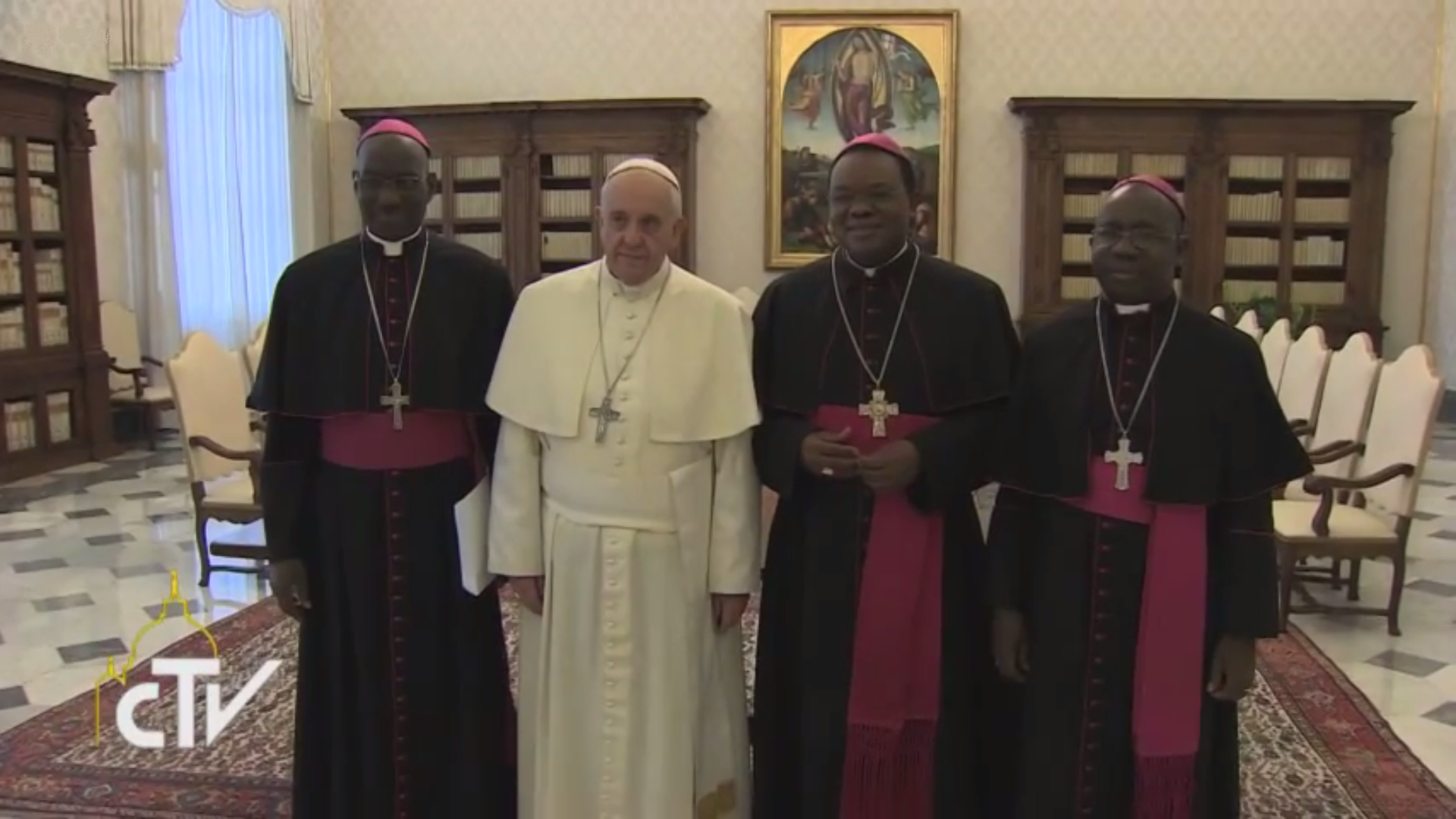
Візит ad limina гвінейських єпископів. Зустріч із папою Франциском (2014)

Візи́т ad limina — у Католицькій церкві обов'язкові регулярні відвідини єпископами або прелатами гробниць святих апостолів Петра і Павла в Римі, а також зустріч із Папою для звітування про стан справ діоцезій. Здійснюється раз у 5 років. Метою візиту є не стільки паломництво до гробниць, скільки вияв поваги до Папи, наступника святого Петра. Візитер визнає вселенську юрисдикцію Папи над церквою, отримує від нього наставництво і поради. Повна назва — Візи́т ad limina Apostolorum (Візит до апостольських порогів).